# Cold Hell
Pour plus de détails, voir Fiche technique et Distribution.
Cold Hell (Die Hölle) est un thriller germano-autrichien réalisé par Stefan Ruzowitzky, sorti en 2017.

## Synopsis
Özge, une jeune immigrée d'origine turque, est peu bavarde et solitaire. Le jour, elle est chauffeuse de taxi et la nuit elle suit des cours et s'entraîne à la boxe thaï. Un jour, elle est témoin du meurtre sauvage de sa voisine. Le meurtrier, qui se réclame de l'islam, a vu Özge et tente de la retrouver pour l'assassiner. Alors que la police refuse de la protéger, elle rencontre un détective qui souhaite l'aider...

## Fiche technique
- Titre original : Die Hölle
- Titre français : Cold Hell
- Réalisation : Stefan Ruzowitzky
- Scénario : Martin Ambrosch
- Production : Helmut Grasser et Thomas Peter Friedl
- Musique : Marius Ruhland
- Photographie : Benedict Neuenfels
- Montage : Britta Nahler
- Sociétés de production : ZDF et Allegrofilm Produktion GmbH
- Société de distribution : ARP Sélection
- Pays d'origine :  Allemagne,  Autriche
- Langue : allemand
- Genre : thriller
- Durée : 92 minutes
- Dates de sortie :
  -  Allemagne,  Autriche : 19 janvier 2017
  -  France : 1er avril 2017 au Festival international du film policier de Beaune
  -  France : 8 janvier 2018 (DVD)

## Distribution
- Violetta Schurawlow : Özge Dogruol
- Tobias Moretti : Christian Steiner
- Robert Palfrader : Samir
- Sammy Sheik : Saeed el Hadary
- Friedrich von Thun : Karl Steiner
- Verena Altenberger : Ranya
- Murathan Muslu : Ilhan
- Nursel Köse : Hande
- Ercan Kesal : Gökhan
- Deniz Raunig : Adem
- Stephani Burkhard : Nazan
- Erika Deutinger : madame Offerl
- Hans-Maria Darnov : Lehrer
- Carola Pojer : Monika